# Israel en la Copa Mundial de Fútbol de 1970
Israel es una de las 16 selecciones participantes en la Copa Mundial de Fútbol de México 1970, la que es su primera aparición en un mundial.

## Clasificación

### Grupo 2
| Pos. | País            | Pts      | J        | G        | E        | P        | GF       | GC       | GD       |
| ---- | --------------- | -------- | -------- | -------- | -------- | -------- | -------- | -------- | -------- |
| 1    | Israel          | 4        | 2        | 2        | 0        | 0        | 6        | 0        | +6       |
| 2    | Nueva Zelanda   | 0        | 2        | 0        | 0        | 2        | 0        | 6        | -6       |
| —    | Corea del Norte | Abandonó | Abandonó | Abandonó | Abandonó | Abandonó | Abandonó | Abandonó | Abandonó |

| Equipo 1 | Agr. | Equipo 2      | Ida | Vuelta |
| -------- | ---- | ------------- | --- | ------ |
| Israel   | 6-0  | Nueva Zelanda | 4-0 | 2-0    |

### Fase Final
| Equipo 1 | Agr. | Equipo 2  | Ida | Vuelta |
| -------- | ---- | --------- | --- | ------ |
| Israel   | 2-1  | Australia | 1-0 | 1-1    |

## Jugadores
Estos son los 22 jugadores convocados para el torneo:

## Resultados
Israel fue eliminada en el grupo 2.
| País    | J | G | E | P | GF | GC | GD | PTS |
| ------- | - | - | - | - | -- | -- | -- | --- |
| Italia  | 3 | 1 | 2 | 0 | 1  | 0  | +1 | 4   |
| Uruguay | 3 | 1 | 1 | 1 | 2  | 1  | +1 | 3   |
| Suecia  | 3 | 1 | 1 | 1 | 2  | 2  | 0  | 3   |
| Israel  | 3 | 0 | 2 | 1 | 1  | 3  | −2 | 2   |

### Contra Uruguay
| 2 de junio de 1970 | Uruguay                  | 2-0     | Israel | Estadio Cuauhtémoc, Puebla                                 |                                                            |
|                    | Maneiro 23' · Mujica 50' | Reporte |        | Asistencia: 20 654 espectadores Árbitro(s): Bobby Davidson | Asistencia: 20 654 espectadores Árbitro(s): Bobby Davidson |

| 1  | PO | Ladislao Mazurkiewicz  |     |
| 2  | DF | Atilio Ancheta         |     |
| 3  | DF | Roberto Matosas        |     |
| 4  | DF | Luis Ubiña             |     |
| 6  | DF | Juan Mujica            |     |
| 5  | MC | Julio Montero Castillo |     |
| 7  | MC | Luis Cubilla           |     |
| 8  | MC | Pedro Rocha            | 12' |
| 9  | MC | Víctor Espárrago       |     |
| 10 | MC | Ildo Maneiro           |     |
| 21 | DE | Julio Losada           |     |
| DT | DT | Juan Hohberg           |     |

| 2  | PO | Itzhak Vissoker      |     |
| 4  | DF | David Primo          |     |
| 5  | DF | Zvi Rosen            |     |
| 6  | DF | Shmuel Rosenthal     |     |
| 12 | DF | Yisha'ayahu Schwager |     |
| 7  | MC | Itzhak Shum          |     |
| 8  | MC | Giora Spiegel        |     |
| 9  | DE | Yehoshua Feigenbaum  |     |
| 10 | DE | Mordejai Spiegler    |     |
| 14 | DE | Danny Shmulevich-Rom | 57' |
| 15 | DE | Rachamim Talbi       | 46' |
| DT | DT | Emmanuel Scheffer    |     |

| 8 | MC | Julio César Cortés | 12' |

| 20 | DE | Shraga Bar       | 46' |
| 21 | DE | Yochanan Vollach | 57' |

| Anotado | 23' | Ildo Maneiro |
| Anotado | 50' | Juan Mujica  |

|  |

|  |

|  |

| Árbitro             | Bob Davidson    |
| Árbitros asistentes | Rudolf Scheurer |
| Árbitros asistentes | Seyoum Tarekegn |

| 1  | PO | Ladislao Mazurkiewicz  |     |
| 2  | DF | Atilio Ancheta         |     |
| 3  | DF | Roberto Matosas        |     |
| 4  | DF | Luis Ubiña             |     |
| 6  | DF | Juan Mujica            |     |
| 5  | MC | Julio Montero Castillo |     |
| 7  | MC | Luis Cubilla           |     |
| 8  | MC | Pedro Rocha            | 12' |
| 9  | MC | Víctor Espárrago       |     |
| 10 | MC | Ildo Maneiro           |     |
| 21 | DE | Julio Losada           |     |
| DT | DT | Juan Hohberg           |     |

| 2  | PO | Itzhak Vissoker      |     |
| 4  | DF | David Primo          |     |
| 5  | DF | Zvi Rosen            |     |
| 6  | DF | Shmuel Rosenthal     |     |
| 12 | DF | Yisha'ayahu Schwager |     |
| 7  | MC | Itzhak Shum          |     |
| 8  | MC | Giora Spiegel        |     |
| 9  | DE | Yehoshua Feigenbaum  |     |
| 10 | DE | Mordejai Spiegler    |     |
| 14 | DE | Danny Shmulevich-Rom | 57' |
| 15 | DE | Rachamim Talbi       | 46' |
| DT | DT | Emmanuel Scheffer    |     |

| 8 | MC | Julio César Cortés | 12' |

| 20 | DE | Shraga Bar       | 46' |
| 21 | DE | Yochanan Vollach | 57' |

| Anotado | 23' | Ildo Maneiro |
| Anotado | 50' | Juan Mujica  |

|  |

|  |

|  |

| Árbitro             | Bob Davidson    |
| Árbitros asistentes | Rudolf Scheurer |
| Árbitros asistentes | Seyoum Tarekegn |

### Contra Suecia
| 7 de junio de 1970                                          | Israel       | 1-1     | Suecia       | Estadio Luis Dosal, Toluca                                |                                                           |
|                                                             | Spiegler 56' | Reporte | Turesson 53' | Asistencia: 9624 espectadores Árbitro(s): Seyoum Tarekegn | Asistencia: 9624 espectadores Árbitro(s): Seyoum Tarekegn |
| Primer gol y primer punto de Israel en mundiales de fútbol. |              |         |              |                                                           |                                                           |

| 12 | PO | Sven-Gunnar Larsson |     |
| 2  | DF | Hans Selander       |     |
| 3  | DF | Kurt Axelsson       |     |
| 5  | DF | Jan Olsson          |     |
| 20 | DF | Roland Grip         |     |
| 6  | MC | Tommy Svensson      |     |
| 7  | MC | Bo Larsson          |     |
| 11 | MC | Örjan Persson       | 75' |
| 16 | MC | Thomas Nordahl      |     |
| 9  | DE | Ove Kindvall        |     |
| 18 | DE | Tom Turesson        |     |
| DT | DT | Orvar Bergmark      |     |

| 1  | PO | Itzhak Vissoker      |     |
| 2  | DF | Shraga Bar           |     |
| 4  | DF | David Primo          |     |
| 5  | DF | Zvi Rosen            |     |
| 6  | DF | Shmuel Rosenthal     |     |
| 12 | DF | Yisha'ayahu Schwager |     |
| 16 | DF | Yochanan Vollach     | 51' |
| 7  | MC | Itzhak Shum          |     |
| 8  | MC | Giora Spiegel        |     |
| 9  | DE | Yehoshua Feigenbaum  |     |
| 10 | DE | Mordejai Spiegler    |     |
| DT | DT | Emmanuel Scheffer    |     |

| 22 | MC | Sten Pålsson | 75' |

| 19 | DF | Roni Shuruk | 51' |

| Anotado | 53' | Tom Turesson |

| Anotado | 56' | Mordejai Spiegler |

| Amonestado | 72' | Örjan Persson |

| Amonestado | 38' | Shraga Bar  |
| Amonestado | 89' | David Primo |

| Árbitro             | Seyoum Tarekegn    |
| Árbitros asistentes | Andrei Rădulescu   |
| Árbitros asistentes | Josip-Drago Horvat |

| 12 | PO | Sven-Gunnar Larsson |     |
| 2  | DF | Hans Selander       |     |
| 3  | DF | Kurt Axelsson       |     |
| 5  | DF | Jan Olsson          |     |
| 20 | DF | Roland Grip         |     |
| 6  | MC | Tommy Svensson      |     |
| 7  | MC | Bo Larsson          |     |
| 11 | MC | Örjan Persson       | 75' |
| 16 | MC | Thomas Nordahl      |     |
| 9  | DE | Ove Kindvall        |     |
| 18 | DE | Tom Turesson        |     |
| DT | DT | Orvar Bergmark      |     |

| 1  | PO | Itzhak Vissoker      |     |
| 2  | DF | Shraga Bar           |     |
| 4  | DF | David Primo          |     |
| 5  | DF | Zvi Rosen            |     |
| 6  | DF | Shmuel Rosenthal     |     |
| 12 | DF | Yisha'ayahu Schwager |     |
| 16 | DF | Yochanan Vollach     | 51' |
| 7  | MC | Itzhak Shum          |     |
| 8  | MC | Giora Spiegel        |     |
| 9  | DE | Yehoshua Feigenbaum  |     |
| 10 | DE | Mordejai Spiegler    |     |
| DT | DT | Emmanuel Scheffer    |     |

| 22 | MC | Sten Pålsson | 75' |

| 19 | DF | Roni Shuruk | 51' |

| Anotado | 53' | Tom Turesson |

| Anotado | 56' | Mordejai Spiegler |

| Amonestado | 72' | Örjan Persson |

| Amonestado | 38' | Shraga Bar  |
| Amonestado | 89' | David Primo |

| Árbitro             | Seyoum Tarekegn    |
| Árbitros asistentes | Andrei Rădulescu   |
| Árbitros asistentes | Josip-Drago Horvat |

### Contra Italia
| 11 de junio de 1970 | Italia | 0-0     | Israel | Estadio Luis Dosal, Toluca                                        |                                                                   |
|                     |        | Reporte |        | Asistencia: 9890 espectadores Árbitro(s): Ayrton Vieira de Moraes | Asistencia: 9890 espectadores Árbitro(s): Ayrton Vieira de Moraes |

| 12 | PO | Enrico Albertosi     |     |
| 2  | DF | Tarcisio Burgnich    |     |
| 3  | DF | Giacinto Facchetti   |     |
| 5  | DF | Pierluigi Cera       |     |
| 8  | DF | Roberto Rosato       |     |
| 10 | MC | Mario Bertini        |     |
| 15 | MC | Sandro Mazzola       |     |
| 16 | MC | Giancarlo De Sisti   |     |
| 11 | DE | Gigi Riva            |     |
| 13 | DE | Angelo Domenghini    | 46' |
| 20 | DE | Roberto Boninsegna   |     |
| DT | DT | Ferruccio Valcareggi |     |

| 1  | PO | Itzhak Vissoker      |     |
| 2  | DF | Shraga Bar           |     |
| 3  | DF | Menachem Bello       |     |
| 4  | DF | David Primo          |     |
| 5  | DF | Zvi Rosen            |     |
| 6  | DF | Shmuel Rosenthal     |     |
| 12 | DF | Yisha'ayahu Schwager |     |
| 7  | MC | Itzhak Shum          |     |
| 8  | MC | Giora Spiegel        |     |
| 9  | DE | Yehoshua Feigenbaum  | 46' |
| 10 | DE | Mordejai Spiegler    |     |
| DT | DT | Emmanuel Scheffer    |     |

| 22 | DE | Gianni Rivera | 46' |

| 19 | DE | Dani Shmulevich-Rom | 46' |

|  |

|  |

| Amonestado | 90' | Roberto Boninsegna |

| Amonestado | 62' | David Primo    |
| Amonestado | 67' | Menachem Bello |

| Árbitro             | Ayrton Vieira de Moraes |
| Árbitros asistentes | Seyoum Tarekegn         |
| Árbitros asistentes | Kurt Tschenscher        |

| 12 | PO | Enrico Albertosi     |     |
| 2  | DF | Tarcisio Burgnich    |     |
| 3  | DF | Giacinto Facchetti   |     |
| 5  | DF | Pierluigi Cera       |     |
| 8  | DF | Roberto Rosato       |     |
| 10 | MC | Mario Bertini        |     |
| 15 | MC | Sandro Mazzola       |     |
| 16 | MC | Giancarlo De Sisti   |     |
| 11 | DE | Gigi Riva            |     |
| 13 | DE | Angelo Domenghini    | 46' |
| 20 | DE | Roberto Boninsegna   |     |
| DT | DT | Ferruccio Valcareggi |     |

| 1  | PO | Itzhak Vissoker      |     |
| 2  | DF | Shraga Bar           |     |
| 3  | DF | Menachem Bello       |     |
| 4  | DF | David Primo          |     |
| 5  | DF | Zvi Rosen            |     |
| 6  | DF | Shmuel Rosenthal     |     |
| 12 | DF | Yisha'ayahu Schwager |     |
| 7  | MC | Itzhak Shum          |     |
| 8  | MC | Giora Spiegel        |     |
| 9  | DE | Yehoshua Feigenbaum  | 46' |
| 10 | DE | Mordejai Spiegler    |     |
| DT | DT | Emmanuel Scheffer    |     |

| 22 | DE | Gianni Rivera | 46' |

| 19 | DE | Dani Shmulevich-Rom | 46' |

|  |

|  |

| Amonestado | 90' | Roberto Boninsegna |

| Amonestado | 62' | David Primo    |
| Amonestado | 67' | Menachem Bello |

| Árbitro             | Ayrton Vieira de Moraes |
| Árbitros asistentes | Seyoum Tarekegn         |
| Árbitros asistentes | Kurt Tschenscher        |